# Bewerbungen für die Olympischen Sommerspiele 2012

Kandidatenlogo der siegreichen Bewerberstadt London

Neun Städte reichten beim Internationalen Olympischen Komitee (IOC) eine Bewerbung für die Durchführung der Olympischen Sommerspiele 2012 und der Sommer-Paralympics 2012 ein. Nach einer technischen Evaluation setzte das IOC fünf Städte – London, Madrid, Moskau, New York und Paris – auf eine Shortlist, während vier weitere Städte – Havanna, Istanbul, Leipzig und Rio de Janeiro – vorzeitig ausschieden. Den Zuschlag erhielt schließlich London, das als erste Stadt überhaupt zum dritten Mal Gastgeber Olympischer Spiele wurde.
Der Bewerbungsprozess für die Sommerspiele 2012 galt als einer der meistumkämpften in der Geschichte des IOC. Paris galt lange als meistgenannter Favorit, und auch Madrid wurden gewisse Chancen eingeräumt. Doch geschicktes Lobbyieren und eine überzeugende Abschlusspräsentation von Sebastian Coe während der 117. IOC-Session in Singapur führten am 6. Juli 2005 zum eher überraschenden Erfolg Londons. Die Bewerbungsphase war geprägt von mehreren Kontroversen, darunter einem Korruptionsskandal um Iwan Slawkow. Das bulgarische IOC-Mitglied hatte eingewilligt, gegen eine finanzielle Entschädigung den Auswahlprozess zu beeinflussen, woraufhin er ausgeschlossen wurde.

## Bewerbungsprozess
Der olympische Bewerbungsprozess beginnt mit dem Einreichen der Bewerbung einer Stadt an das IOC durch das zuständige Nationale Olympische Komitee (NOK) und endet mit der Wahl des Austragungsortes durch die IOC-Mitglieder im Rahmen einer ordentlichen Session. Die Regeln dazu sind in der Olympischen Charta im Kapitel 5, Paragraph 33 festgelegt. Näheres dazu siehe Olympische Spiele#Austragungsorte.

### Nationales Auswahlverfahren in Deutschland

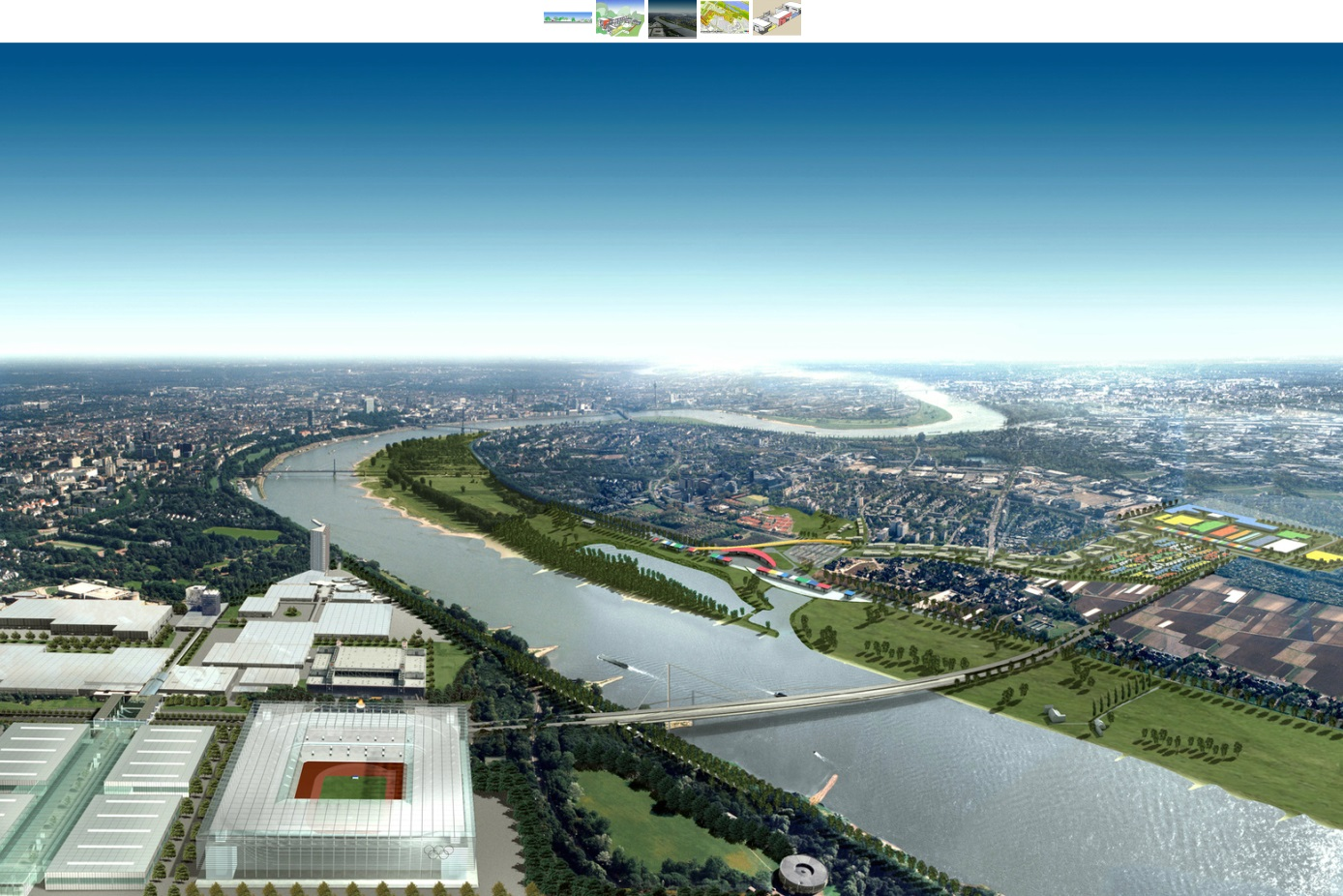
Luftbild des geplanten olympischen Dorfs beidseits des Rheins in Düsseldorf (Architekturgrafik)

Beim Nationalen Olympischen Komitee für Deutschland reichten fünf Städte und Regionen Bewerbungen für die Ausrichtungen der Olympischen Spiele ein: Hamburg, Düsseldorf, das Rhein-Main-Gebiet, Stuttgart und Leipzig. Im nationalen Auswahlverfahren konnte sich Leipzig mit einer emotionalen Bewerbung im Finale gegen Hamburg durchsetzen. Das olympische Segelturnier sollte in Rostock ausgetragen werden, die Reitsportveranstaltungen in Dresden und Moritzburg.

### Evaluation der Bewerberstädte
Die Frist zur Einreichung von Bewerbungen für die Olympischen Spiele 2012 war der 15. Juli 2003. Bis zu diesem Datum hatten potenzielle Bewerber Zeit, um einen Fragebogen einzureichen, anhand dessen das IOC die Gastgeberfähigkeiten sowie die Stärken und Schwächen einer Kandidatur analysieren konnte. Neun Städte machten von dieser Möglichkeit Gebrauch. Der IOC-Exekutivrat lud daraufhin alle Bewerberstädte zur zweiten Phase ein, die bis zum 15. Januar 2004 dauerte. Nun musste ein zweiter Fragebogen in Form einer umfangreichen und detaillierten Projektpräsentation vorgelegt werden. Nach gründlicher Analyse der Präsentationen beurteilte das IOC diese mit einer gewichteten Durchschnittsnote, die auf den Noten in elf Themenbereichen basierte: Politische und gesellschaftliche Unterstützung, allgemeine Infrastruktur, Sportanlagen, olympisches Dorf, Umwelt, Unterkünfte, Transport, Sicherheit, Erfahrung bei der Durchführung von Sportanlässen, Finanzen sowie Nachnutzung. War die Note einer Bewerbung höher als 6 (vorgängig festgelegter Richtwert des IOC), so galt die Stadt als in hohem Maße kompetent für die Durchführung der Olympischen Spiele; ansonsten bestanden nur geringe Chancen. Am 18. Mai gab das IOC die Ergebnisse der Evaluation bekannt:
- Paris (Note 8,5)
- Madrid (Note 8,3)
- London (Note 7,6)
- New York (Note 7,5)
- Moskau (Note 6,5)
- Leipzig (Note 6,0)
- Rio de Janeiro (Note 5,1)
- Istanbul (Note 4,8)
- Havanna (Note 3,7)

Übersicht der Bewerberstädte

Die fünf bestklassierten Städte rückten in die nächste Phase vor und galten nun als offizielle Kandidatenstädte. Sie erhielten außerdem das Recht zugesprochen, die olympischen Ringe in ihrem Kandidatenlogo zu verwenden.

### Evaluation der Kandidatenstädte
Bis zum 15. November 2004 reichten alle Kandidatenstädte erweiterte und detailliertere Unterlagen ein. Nach einer Zeit der gründlichen Analyse wurden die Städte vom Evalutionskomitee der IOC (präsidiert von Nawal El Moutawakel) besucht. Die jeweils viertägigen Besuche erfolgten zwischen dem 3. Februar und dem 17. März 2005. In dieser Phase musste die Pariser Kandidatur zwei Rückschläge hinnehmen. Während des Besuchs fanden mehrere Streiks und Demonstrationen statt; außerdem veröffentlichte der Evening Standard einen Bericht, wonach IOC-Mitglied Guy Drut, eine der Schlüsselfiguren der Kandidatur, aufgrund eines Parteispendenskandals angeklagt würde.
Am 6. Juni 2005 veröffentlichte das IOC die Berichte der Evaluationskommission zu den fünf Kandidatenstädten. Obwohl sie weder Benotungen noch Ranglisten enthielten, machte Paris den stärksten Eindruck, dicht gefolgt von London, das seit der ersten Beurteilung im Jahr 2004 zahlreiche Verbesserungen vorgenommen hatte. New York und Madrid erhielten ebenfalls positive Bewertungen, während Moskau als schwächste Kandidatur galt.
Während des gesamten Bewerbungsprozesses und im Vorfeld der entscheidenden Abstimmung galt Paris als Favorit, zumal diese Bewerbung bereits die dritte in jüngster Vergangenheit war (für die Sommerspiele 1992 und 2008). London folgte zunächst mit deutlichem Abstand, was sich jedoch zu ändern begann, nachdem Sebastian Coe am 19. Mai 2004 zur Leitfigur der Kandidatur bestimmt worden war. Im August 2004 begannen verschiedene Medien ein Kopf-an-Kopf-Rennen zwischen London und Paris zu prognostizieren. Wenige Tage vor der entscheidenden Abstimmung meinte IOC-Präsident Jacques Rogge vor versammelter Presse: „Ich kann es nicht voraussagen, da ich nicht weiß, wie die IOC-Mitglieder stimmen werden. Aber mein Bauchgefühl sagt mir, dass es sehr eng werden wird. Vielleicht wird der Unterschied zehn Stimmen oder sogar weniger betragen.“

### Wahl des Austragungsortes
Die Entscheidung über den Austragungsort fiel am 6. Juli 2005 im Rahmen der 117. IOC-Session in Singapur, die im Raffles City Convention Centre stattfand. Sie begann um 9:00 Uhr Ortszeit (UTC+8) mit den einstündigen Präsentationen der Kandidatenstädte, gefolgt von einem halbstündigen Pressebriefing, in dieser Reihenfolge: Paris, New York, Moskau, London, Madrid. Die Präsentationen endeten um 18:00 Uhr Ortszeit und vor den Abstimmungen stellte die Evaluationskommission ihren Schlussbericht vor. Von den 116 aktiven IOC-Mitgliedern konnten 17 ihre Stimme in der ersten Runde nicht abgeben, womit 99 Stimmen den Ausschlag geben würden.
Das elektronische Abstimmen begann um 18:28 Uhr Ortszeit. In den ersten drei Runden schieden nacheinander Moskau, New York und Madrid aus. Nach dem Ausscheiden einer Stadt waren die Mitglieder der entsprechenden Länder stimmberechtigt, wodurch die Anzahl der abgegebenen Stimmen von Wahlgang zu Wahlgang anstieg. London und Paris schafften es in den vierten Wahlgang, der um 18:45 Uhr Ortszeit abgeschlossen war. Eine Stunde später verkündete Jacques Rogge formell den Sieger. Dabei setzte sich London knapp mit 54 zu 50 Stimmen gegen Paris durch. Die genauen Ergebnisse wurden unmittelbar danach veröffentlicht:
| Ort      | Land                   | Runde 1 | Runde 2 | Runde 3 | Runde 4 |
| -------- | ---------------------- | ------- | ------- | ------- | ------- |
| London   | Vereinigtes Königreich | 22      | 27      | 39      | 54      |
| Paris    | Frankreich             | 21      | 25      | 33      | 50      |
| Madrid   | Spanien                | 20      | 32      | 31      | –       |
| New York | Vereinigte Staaten     | 19      | 16      | –       | –       |
| Moskau   | Russland               | 15      | –       | –       | –       |

## Übersicht der Kandidaturen

### London

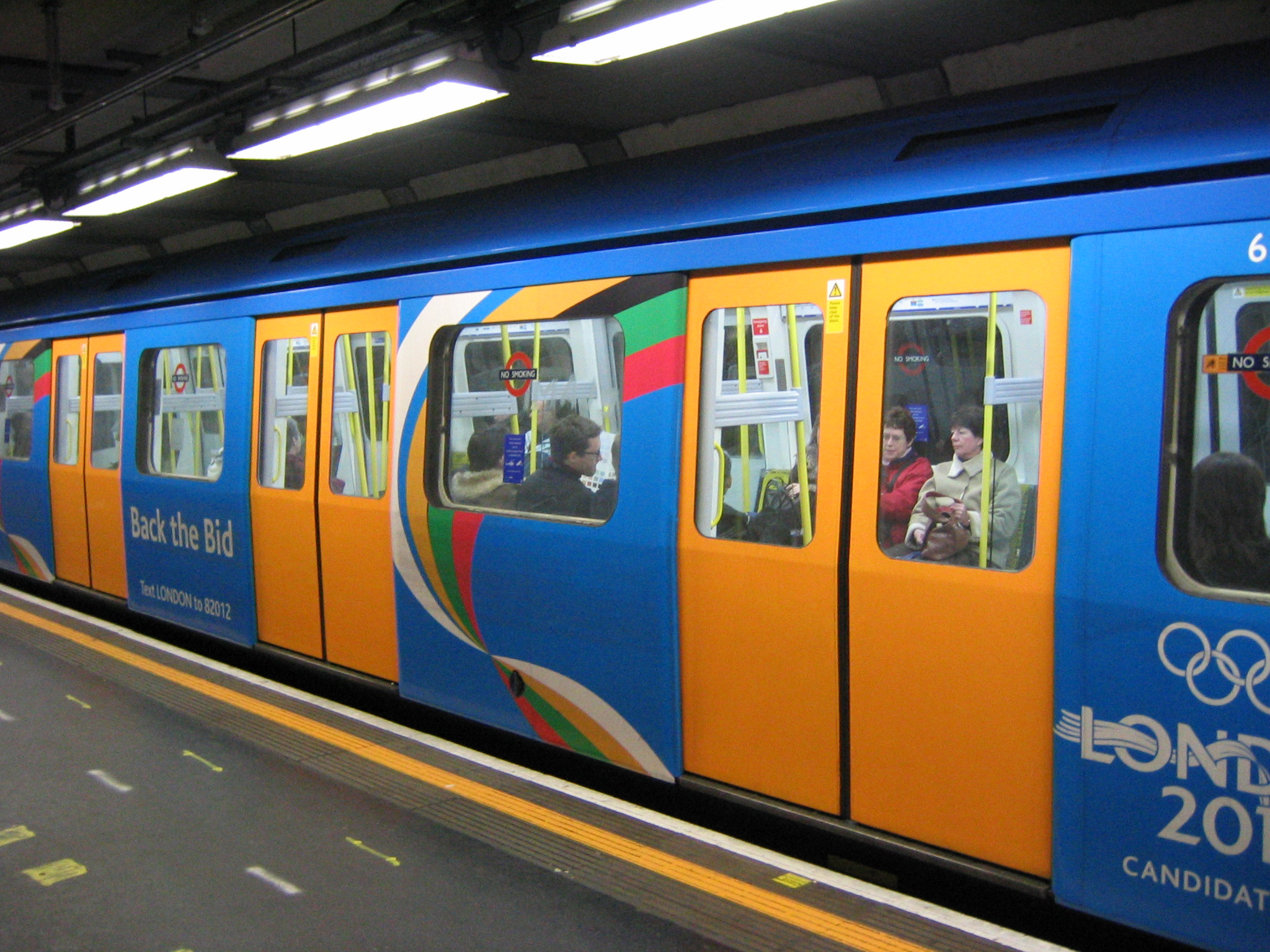
Ein Zug der London Underground mit einer Werbelackierung für die Olympiakandidatur

Nachdem Birmingham und Manchester mit ihren Kandidaturen für die Sommerspiele 1992 bzw. 1996 und 2000 gescheitert waren, kam die British Olympic Association (BOA) zum Schluss, dass London die besten Chancen habe, Olympische Spiele nach Großbritannien zu holen. Das Herzstück der Londoner Kandidatur ist der Stadtteil Stratford im unteren River-Lea-Tal, wo der Olympiapark und das olympische Dorf entstehen sollten. Das Gelände wird von mehreren Schienenverkehrsverbindungen erschlossen, die stündlich 240.000 Personen befördern können. Nach den Spielen wird das Gelände in den größten Stadtpark Europas der letzten 150 Jahre umgewandelt, mit einer Fläche von 2 km². Wo immer möglich, sollten bereits bestehende Anlagen genutzt oder temporäre Anlagen errichtet werden, um die zukünftigen Unterhaltskosten so gering wie möglich zu halten. Die Siegesfeiern für die erfolgreiche Kandidatur mussten am Tag nach der Abstimmung des IOC aufgrund der Terroranschläge vom 7. Juli 2005 abgesagt werden.

### Paris
Paris war von vielen als Favorit für die Vergabe der Olympischen Spiele angesehen worden. Bereits zweimal in jüngerer Vergangenheit war die Hauptstadt Frankreichs gescheitert: Für 1992 erhielt Barcelona den Vorzug, für 2008 Peking. Der Plan war sehr kompakt und sah zwei olympische Zentren vor, ein nördliches Zentrum um das Stade de France und ein südliches Zentrum um den Parc des Princes. Das olympische Dorf wäre in der Mitte zwischen den beiden Zentren errichtet worden, jeweils weniger als zehn Minuten entfernt. Die Kandidatur galt als technisch hochstehend und erhielt von der Evaluationskommission des IOC hohe technische Noten. Dies geschah aufgrund der gut ausgebauten Verkehrsinfrastruktur und der zahlreich vorhandenen Unterkunftsmöglichkeiten, was es erlaubt hätte, eine hohe Anzahl von Touristen zu bewältigen. Zwar existierte der größte Teil der Sportanlagen bereits, doch war zusätzlich der Bau von temporären Anlagen vorgesehen, die nach den Spielen abgebaut und an anderen Orten weiterverwendet werden konnten. Paris’ reiches kulturelles und olympisches Erbe wurden ebenso hervorgehoben wie die Erfahrung der Stadt bei der erfolgreichen Durchführung großer internationaler Sportanlässe, wie zum Beispiel die Fußball-Weltmeisterschaft 1998 und die Leichtathletik-Weltmeisterschaften 2003.

### Madrid
Im Januar 2003 hatte sich Madrid in einer landesinternen Ausscheidung gegen Sevilla durchgesetzt. Madrid wollte „Spiele der kurzen Distanzen“ mit drei nahe beieinander liegenden Zentren durchführen. Da die meisten Anlagen bereits existieren, wäre eine Austragung der Spiele in Madrid die kostengünstigste Variante gewesen. Zum ersten Mal in der Geschichte der Olympischen Spiele wären die Hunderttausende von Besuchern ausschließlich mit dem öffentlichen Personennahverkehr zwischen den einzelnen Sportstätten befördert worden, die Energieversorgung der Anlagen wäre ausschließlich durch erneuerbare Energien erfolgt. Das größte Hindernis für eine erfolgreiche Bewerbung Madrids war, dass bereits die Sommerspiele 1992 in der spanischen Stadt Barcelona ausgetragen worden waren. IOC-Mitglied Prinz Albert von Monaco stellte die Sicherheitslage Madrids in Frage und verwies auf die Madrider Zuganschläge vom 11. März 2004, bei denen 191 Menschen getötet worden waren. Die spanische Delegation empfand Alberts Äußerung als besonders beleidigend und machte sie für das Scheitern der Madrider Kandidatur mitverantwortlich.

### New York
In einer landesinternen Ausscheidung hatte sich New York im Jahr 2002 gegen San Francisco durchgesetzt. Der Plan „Olympic X“ sah zwei Hauptverkehrsachsen vor, welche die verschiedenen olympischen Zentren in den Stadtteilen Manhattan, Queens und Brooklyn sowie in East Rutherford (New Jersey) miteinander verbinden sollten, mit dem olympischen Dorf am Kreuzungspunkt dieser Achsen. Innerhalb dieser Zentren sollten bekannte Anlagen wie der Madison Square Garden, das Yankee Stadium, der Central Park, das Billie Jean King Center, das Giants Stadium und das Izod Center genutzt werden; aber auch der Bau neuer Anlagen war vorgesehen. Die Kandidatur erlitt im Juni 2005 einen schweren Rückschlag, als der Staat New York die Finanzierung des geplanten Olympiastadions an der West Side Manhattans verweigerte. Das New Yorker Komitee legte innerhalb einer Woche einen Alternativplan mit dem im Bau befindlichen Citi Field vor, doch diese Änderung nur einen Monat vor der Abstimmung schmälerte die Chancen erheblich. Erschwerend kam hinzu, dass mit Vancouver eine nordamerikanische Stadt den Zuschlag für die Olympischen Winterspiele 2010 erhalten hatte.

### Moskau
Die Kandidatur Moskaus für die Sommerspiele 2012 sah vor, die meisten jener Wettkampfanlagen wiederzuverwenden, die für die Sommerspiele 1980 errichtet worden waren. Sämtliche Wettkampfstätten sollten sich innerhalb der Stadtgrenzen sowie in Clustern entlang der Moskwa befinden. Gemäß dem Kandidatenkomitee hätte dies „eine der kompaktesten Spiele aller Zeiten“ bedeutet. Die Kandidatur war jedoch wenig detailliert ausgearbeitet worden. Weitere Schwachpunkte waren die mangelnden Unterkunftsmöglichkeiten und akute Verkehrsprobleme. Außerdem gab es Zweifel, dass die teilweise veralteten Sportanlagen rechtzeitig renoviert werden könnten.

## Kontroversen

### Vorwurf der Schleichwerbung
Im Dezember 2003 sprach der britische Premierminister Tony Blair im Rahmen eines „Sportfrühstücks“, das er während eines Gipfeltreffens in Nigeria veranstaltete, über die Kandidatur Londons. Blair erwähnte sie im Zusammenhang mit dem positiven Vermächtnis der Commonwealth Games 2002 in Manchester: „Es war zum Teil der Erfolg der Commonwealth Games, der unsere Kandidatur für die Olympischen Spiele inspirierte.“ Da das IOC jegliche internationale Promotion von Kandidaturen vor der letzten Bewerbungsphase ausdrücklich verbietet, verlangte es von führenden britischen Vertretern schriftlich eine Erklärung zum mutmaßlichen Regelverstoß. Die Vorsitzenden der Commonwealth Games Association und der British Olympic Association sowie Sprecher der Regierung und des Kandidaturkomitees stellten jegliche Verletzung des IOC-Ethikreglements in Abrede und bestanden darauf, dass Blairs Kommentar aus dem Zusammenhang gerissen worden sei; es habe nie die Absicht bestanden, Werbung für die Kandidatur zu machen. Um jedoch allfällige ethische Streitfälle in Zukunft zu vermeiden, wurde zwei Monate später der Barrister Michael Beloff zum Ethikbeauftragten der Londoner Kandidatur ernannt.

### Korruptionsskandal um Iwan Slawkow
Am 4. August 2004 veröffentlichte die BBC-Nachrichtensendung Panorama die Ergebnisse einer ein Jahr dauernden Ermittlung. Reporter hatten sich als Vertreter der fiktiven Beratungsfirma „New London Ventures“ ausgegeben, das angeblich die Interessen verschiedener Unternehmen vertrat, die daran interessiert seien, die Sommerspiele 2012 nach London zu holen. Die Reportage enthüllte, dass einige Mittelsmänner die Stimmen gewisser IOC-Mitglieder für die Londoner Kandidatur sichern könnten, als Gegenleistung für Gefälligkeiten oder Geldzahlungen. Die Reporter hatten heimlich ein Treffen mit Goran Takac, einem der Mittelsmänner, gefilmt. Dieser sicherte zu, Kontakt zu IOC-Mitglied Iwan Slawkow, dem Präsidenten des Bulgarischen Olympischen Komitees, herzustellen. Slawkow erklärte seine Bereitschaft zu Verhandlungen, da er sich noch nicht festgelegt habe, welcher Kandidatur er seine Stimme geben soll. Takac erwähnte, Slawkows Position im IOC sei ein Vorteil, um die strengen Regeln bezüglich Treffen mit anderen Mitgliedern zu umgehen; außerdem sei Slawkows „Dienstleistungsgebühr“ in der Summe enthalten, die den Reportern bereits genannt worden war.
In den Tagen vor der Ausstrahlung der Sendung leitete die Ethikkommission des IOC eine Ermittlung ein, um die Vorwürfe im Zusammenhang mit dem Bericht zu untersuchen. Obwohl die Panorama-Reporter ausdrücklich festhielten, dass keinerlei Verbindungen zur Londoner Kandidatur bestünden, gaben Vertreter des Bewerbungskomitees zusätzliche Erklärungen ab, wonach sie keinerlei Kenntnis von dem Bericht hatten und auch nicht darin verwickelt seien. Alan Pascoe, einer der Vizevorsitzenden der Bewerbungskomitees, erklärte dazu: „Ich muss ganz klar betonen, dass London 2012 nichts darüber wusste. Wir haben nichts zu verbergen und werden vollumfänglich mit den IOC-Ermittlern kooperieren.“ Sebastian Coe bestätigte Pascoes Worte und versicherte, dass London 2012 sich während des gesamten Bewerbungsprozesses korrekt und ethisch verhalten habe. Nachdem IOC-Mitglieder und -funktionäre sich die Reportage angeschaut hatten, sprachen sie London 2012 von jeglichem Fehlverhalten frei.
Nach der Ausstrahlung suspendierte das IOC Iwan Slawkow provisorisch und untersagte ihm, die Olympischen Spiele 2004 zu besuchen. Jacques Rogge erklärte, er sei sehr verärgert, dass einige Leute sich nicht an die Regeln hielten, und bekräftigte, dass es unter seiner Führung keinerlei Toleranz für unethisches Verhalten gebe. Ein Bericht, den die IOC-Ethikkommission am 25. Oktober 2004 veröffentlichte, verurteilte Slawkows Verhalten und bestätigte die Wahrhaftigkeit der BBC-Recherche: „Die vollständige Aufnahme des Treffens zwischen Herrn Slawkow und den beiden Journalisten hat offenbart, dass: …Herr Slawkow zu keiner Zeit und in keiner Weise eine Diskussion über die Bedingungen eines Vertrages ablehnte, um einer Kandidatenstadt Stimmen von IOC-Mitgliedern zu garantieren, die von ihm oder Herrn Takac beeinflusst worden wären.“ Slawkow behauptete, er sei absichtlich zu dem Treffen gegangen, um die vermeintlich korrupten Personen auffliegen zu lassen. Der Bericht der Ethikkommission hielt jedoch weiter fest, es habe während des Treffens keinerlei Hinweise darauf gegeben, dass es Slawkows einzige Absicht gewesen sei, die Missetäter in flagranti zu erwischen. Er habe keinen Auftrag erhalten, „die wahren Wurzeln der Korruption zu finden“; außerdem hätte er finanziell von Takacs Diensten profitiert. Mit seinem Verhalten habe Slawkow die Ehre und das Ansehen der olympischen Bewegung sowie des IOC befleckt. Am 7. Juli 2005, während der 117. IOC-Session, wurde Slawkow mit 84 zu 12 Stimmen aus dem IOC ausgeschlossen.

### Schuldzuweisungen nach der Wahl
Die von Bertrand Delanoë angeführte Pariser Delegation behauptete am 11. Juli 2005 nach verlorener Abstimmung, Tony Blair und die Londoner Delegation hätten bewusst die vom IOC festgelegten Regeln gebrochen. Eine kontroverse Maßnahme des Londoner Kandidaturteams war dessen Initiative, teilnehmenden Athleten verschiedene Vergünstigungen anzubieten, darunter Gratisflüge, Verpflegung, Gutscheine für Ferngespräche und andere finanzielle Gefälligkeiten. Unmittelbar nach Bekanntgabe der Initiative nahm London diese zurück, höchstwahrscheinlich als Reaktion auf Jacques Rogges Bedenken, solche Anreize hätten das Potenzial, einen „Bieterkrieg“ auszulösen. Paris behauptete auch, das Lobbyieren durch Tony Blair sei illegal – eine Anschuldigung, welche die britische Regierung entschieden zurückwies. Erst am 4. August 2005 unterband Jacques Rogge jegliche weitere Kontroverse, indem er in einer Erklärung Folgendes festhielt: „Ich habe sehr deutlich zum Ausdruck gebracht, dass der Wettbewerb aus meiner Sicht fair war. Er wurde gemäß den Regeln geführt, die wir festgelegt haben.“ Delanoës Bemerkungen stießen auch in Frankreich auf Kritik. Claude Goasguen, Präsident der Union pour un mouvement populaire (UMP), sagte, man könne diese Art von Anschuldigungen nicht äußern, ohne irgendwelche Beweise zu haben.
Bereits vor der Abstimmung kam es in Singapur zu Spannungen zwischen der französischen und der britischen Delegation. Das Pariser Bewerbungsteam hatte die Möglichkeit erwogen, eine Beschwerde gegen die Berater Jim Sloman und Rod Sheard einzureichen. Sie hatten behauptet, das Stade de France sei für Leichtathletikwettbewerbe ungeeignet. Negative Äußerungen eines Bewerbungsteams über die Kandidatur eines Konkurrenten sind gemäß den IOC-Regeln verboten. Das Londoner Team versicherte umgehend, die beiden australischen Berater seien zu diesem Zeitpunkt nicht mehr angestellt gewesen, und betonte, diese Bemerkungen seien rein privat gewesen und würden nicht die Meinung der Londoner Kandidatur widerspiegeln.

### Chiracs kulinarischer Kommentar
Zur Pariser Abstimmungsniederlage soll unter anderem eine Kontroverse um den französischen Präsidenten Jacques Chirac beigetragen haben. Bei einem Treffen mit Wladimir Putin und Gerhard Schröder in Moskau sagte Chirac, nur die finnische Küche sei schlechter als die englische und der Rinderwahnsinn sei der einzige britische Beitrag zur europäischen Landwirtschaft. Diese von der französischen Zeitung Libération kolportierten Aussagen machten am Tag vor der Abstimmung weltweit Schlagzeilen. Von den beiden angegriffenen Nationen waren nur zwei finnische IOC-Mitglieder bei der abschließenden Abstimmung beteiligt, die mit 54:50 zugunsten Londons ausfiel. Dem im Falle eines Gleichstandes entscheidenden IOC-Präsidenten waren Sympathien für Paris unterstellt worden. Daher wurde in etlichen Presseberichten angenommen, Chiracs Kommentare hätten die Abstimmung für London entschieden.